# Várfölde, Zala
Várfölde  este un sat în districtul Letenye, județul Zala, Ungaria, având o populație de 192 de locuitori (2011). 

## Demografie
Componența etnică a satului Várfölde
     Maghiari (100%)
Componența confesională a satului Várfölde
     Romano-catolici (65,63%)
     Fără religie (2,6%)
     Necunoscută (31,77%)
Conform recensământului din 2011, satul Várfölde avea 192 de locuitori. Din punct de vedere etnic, majoritatea locuitorilor (100,0%) erau maghiari.  Din punct de vedere confesional, majoritatea locuitorilor (65,63%) erau romano-catolici, cu o minoritate de persoane fără religie (2,6%). Pentru 31,77% din locuitori nu este cunoscută apartenența confesională.